# Opstalverzekering

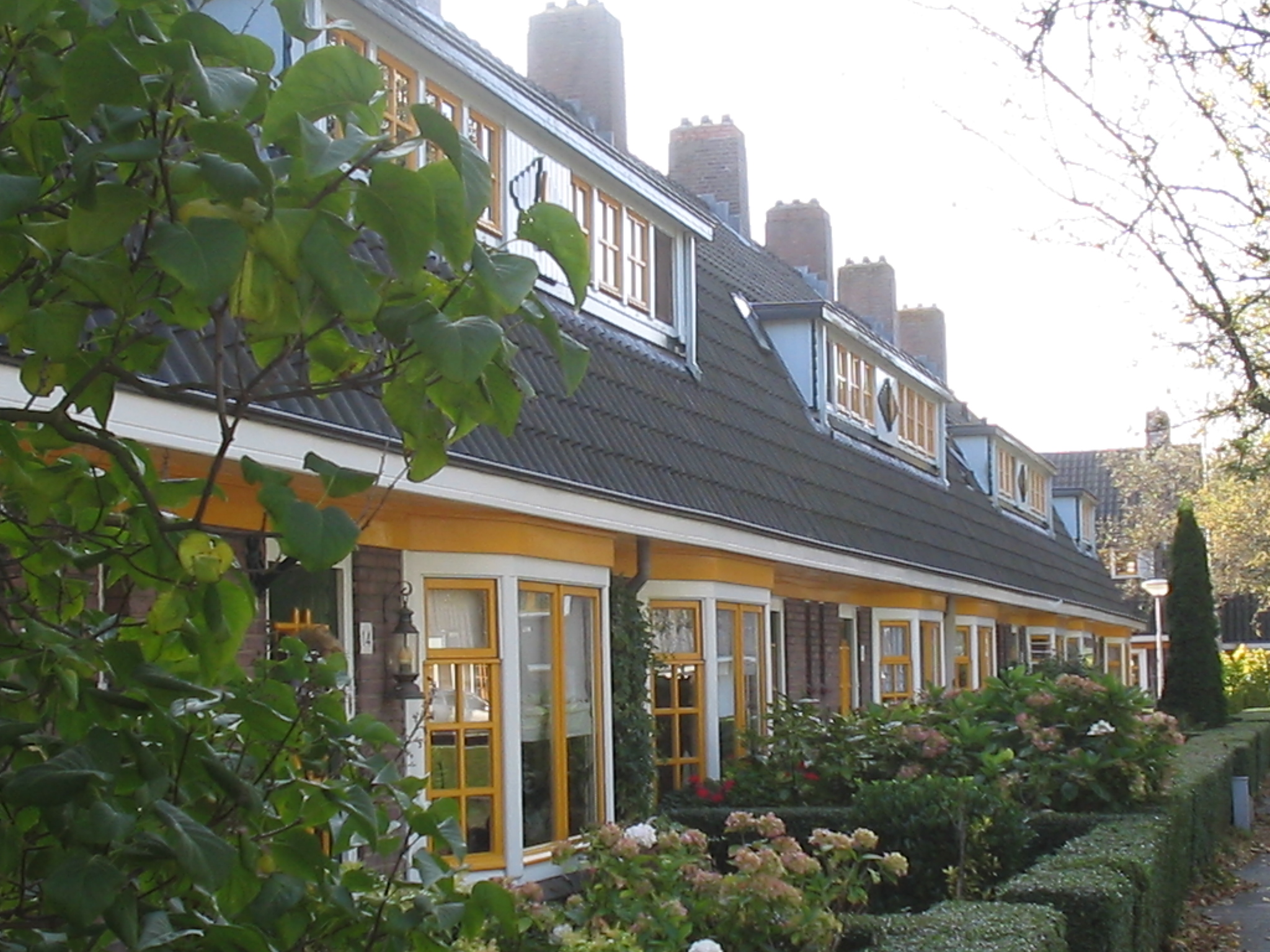
Een woning kan worden verzekerd met een opstalverzekering.

Een opstalverzekering is (in Nederland) een verzekering die schade aan de opstal, alles wat echt vast zit aan een huis, zoals het dak of de regenpijp, door brand, storm, waterschade en inbraak dekt. Een groot aantal mogelijke schadeoorzaken is dus verzekerd. Een opstalverzekering is een schadeverzekering. In België gebruikt men de term brandverzekering of woningverzekering.

## Dekking
De diverse verzekeraars hebben vaak eigen namen waarmee ze de dekking van de opstalverzekering omschrijven. Men onderscheidt de uitgebreide en extra uitgebreide dekking en de dekking voor alle van buiten komende onheilen.

## Glas
Het in het gebouw aanwezige glas, voor zover bestemd voor lichtdoorlating, kan tegen extra premie worden meeverzekerd. In sommige verzekeringen is de glasdekking standaard opgenomen. Bij glas in lood, gebrandschilderd glas en andere bijzondere glassoorten wordt vaak een premieopslag gevraagd.
Glas is verzekerd tegen alle van buiten komende onheilen. Bij dubbel glas is het doorslaan van ruiten (vocht in de ruit) niet gedekt. In dergelijke gevallen is er sprake van een eigen gebrek.

## Fundering
De fundering van een gebouw is niet standaard verzekerd. Wanneer een gebouw helemaal verloren gaat is het tenslotte te verwachten dat de fundering er nog is. Door een ontploffing (bijvoorbeeld in de cv-ketel) kan de fundering ontwricht raken. De fundering kan daarom worden meeverzekerd. Doorgaans wordt het verzekerd bedrag dan verhoogd. Steeds meer verzekeraars gaan ertoe over de fundering standaard te verzekeren.

## Verzekerde som
Bij het aangaan van de verzekering wordt een verzekerde som vastgesteld, die:
- het bedrag is waarvoor de verzekerde zijn belang wenst te dekken;
- het maximum aangeeft tot waar schade wordt vergoed;
- het bedrag aangeeft waarover de premie wordt berekend.

Bij een schade van enige omvang wordt vastgesteld of de verzekerde som wel in overeenstemming is met de waarde van het verzekerde object. Als het goed is, is de verzekerde som gelijk aan de werkelijke waarde. De verzekerde som kan echter ook hoger of lager zijn dan de werkelijke waarde. Ook kan het voorkomen dat hetzelfde object dubbel verzekerd is. Deze gevallen worden respectievelijk genoemd:
- onderverzekering;
- oververzekering;
- dubbelverzekering.

Bij opstalverzekeringen dient de herbouwwaarde verzekerd te worden. De herbouwwaarde komt overeen met de kosten die moeten worden gemaakt om een soortgelijk gebouw opnieuw te bouwen. Het verzekerd bedrag wordt jaarlijks aangepast (geïndexeerd) aan de hand van de gemiddelde stijging of daling van de bouwkosten, zoals jaarlijks door het Centraal Bureau voor de Statistiek wordt berekend.

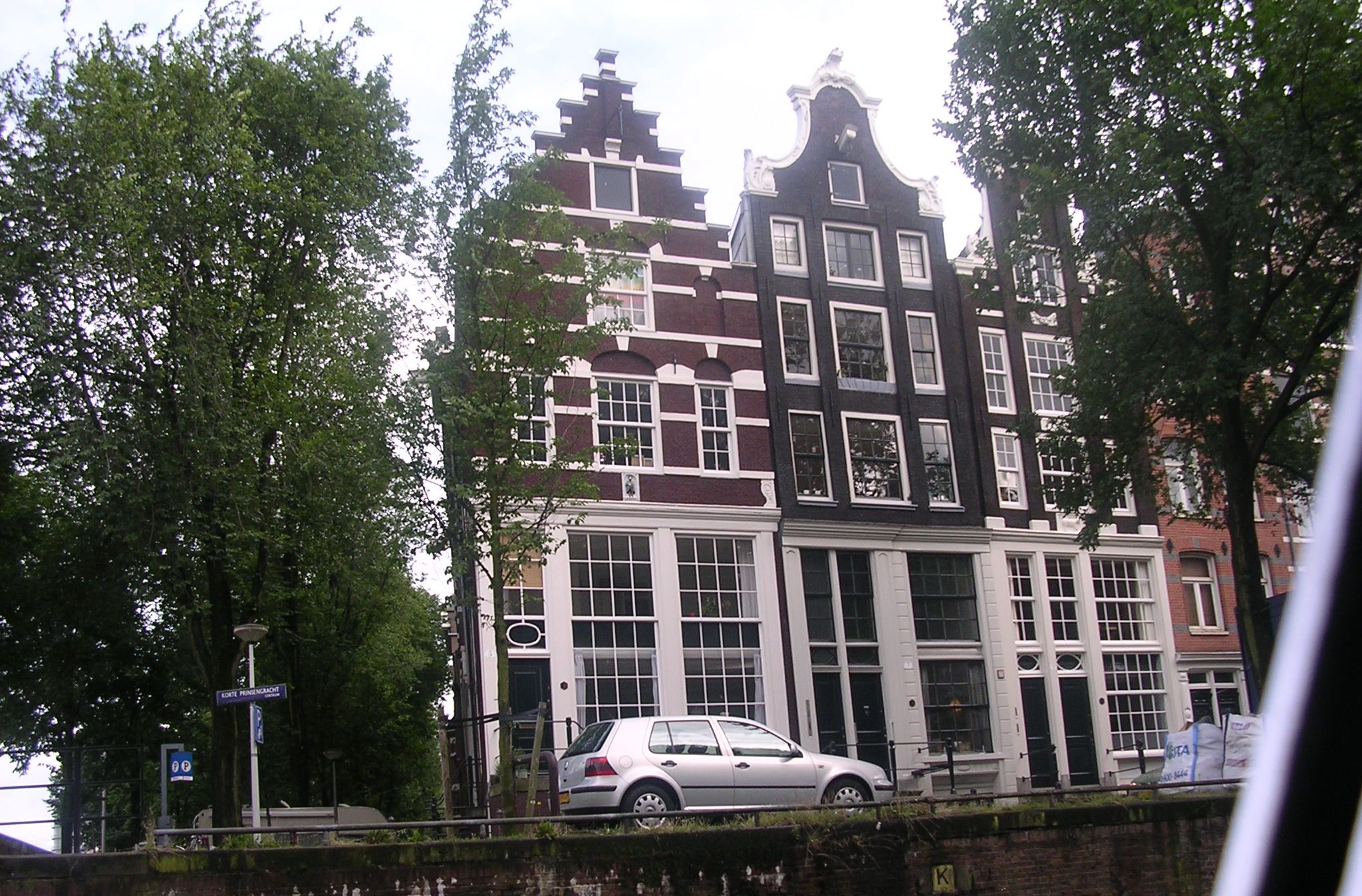
Een grachtenpand heeft door de vaak monumentale eigenschappen een hoge herbouwwaarde.

## Vaststelling herbouwwaarde
Het vaststellen van de herbouwwaarde is werk voor een specialist. Aangezien het inschakelen van een specialist relatief hoge kosten met zich meebrengt, bieden verzekeraars voor particulieren bijna altijd de mogelijkheid de verzekerde som met een herbouwwaardemeter vast te stellen. Wanneer van een dergelijke herbouwwaardemeter gebruik wordt gemaakt, geeft de verzekeraar doorgaans een ‘garantie tegen onderverzekering’. Een dergelijke garantie houdt in dat bij een schade geen beroep zal worden gedaan op eventuele onderverzekering. Onderverzekering heeft dan geen gevolgen voor de uitkering. Het Verbond van Verzekeraars stelt een herbouwwaardemeter op, die door de meeste verzekeraars wordt gebruikt.

## Dekking boven de verzekerde som
In een aantal gevallen verleent de verzekeraar dekking boven de verzekerde som. Vaak is voor elke van de hierna genoemde dekkingen de hoogte van de vergoeding gemaximeerd op 10% van de verzekerde som.

### Bereddingskosten
Voor bereddingskosten bestaat vaak een ongelimiteerde dekking. Onder bereddingskosten worden kosten verstaan die worden gemaakt voor het voorkomen of verminderen van schade, indien een schade zich verwezenlijkt of dreigt te verwezenlijken.
Voorbeeld:
In een woning breekt een brandje uit. De bewoners gebruiken een handblusser om het brandje te blussen. De kosten voor de nieuwe handblusser (of het vullen ervan) zijn bereddingskosten.
Het is niet vereist dat de poging tot beredding succes heeft gehad. Wanneer het blussen in het hierboven genoemde voorbeeld geen succes had en de woning brandt helemaal af, dan moet de verzekeraar alsnog de kosten voor de handblusser vergoeden.
Een belanghebbende is zelfs wettelijk verplicht (art. 7:957 lid 1 BW) binnen redelijke grenzen alle maatregelen te nemen die tot voorkoming of vermindering van de schade kunnen leiden.

### Expertisekosten
Na een schade zal een verzekeraar doorgaans een expert inschakelen om de schade vast te stellen. De kosten voor de expert zijn boven de verzekerde som gedekt.

### Opruimingskosten
Na een schade kunnen opruimingskosten ontstaan.
Voorbeeld:
Een huis brandt geheel af. Voor met de herbouw gestart kan worden, moeten de restanten worden opgeruimd. De kosten voor het opruimen zijn boven de verzekerde som gedekt.

### Kosten voor noodvoorzieningen
Kosten voor noodvoorzieningen worden vergoed. Een noodvoorziening is bijvoorbeeld een tijdelijke afsluiting als een ruit is ingegooid en er niet direct een nieuwe ruit kan worden geplaatst.

### Huurderving
Na een schade aan een al dan niet geheel verhuurd pand kan huurderving ontstaan. Het is immers niet ondenkbaar dat het gebouw, al dan niet tijdelijk, niet meer verhuurd kan worden. De misgelopen huurinkomsten worden vaak, met een maximum van 10% van de verzekerde som, door de verzekeraar vergoed.

## Eigenaar verzekert de opstal
De eigenaar van het gebouw is degene die voor verzekering zorg dient te dragen. Een opstalverzekering is wettelijk gezien geen verplichte verzekering. Wanneer er echter een hypotheek is verstrekt, zal de bank een opstalverzekering verplicht stellen.

## Huurwoning
Bij een huurwoning is de verhuurder degene die een opstalverzekering moet afsluiten. Bij gestoffeerde en gemeubileerde woningen is het gebruikelijk dat de verhuurder bovendien ook een inboedelverzekering afsluit. De huurder doet in dat geval er wel verstandig aan ook een inboedelverzekering af te sluiten.

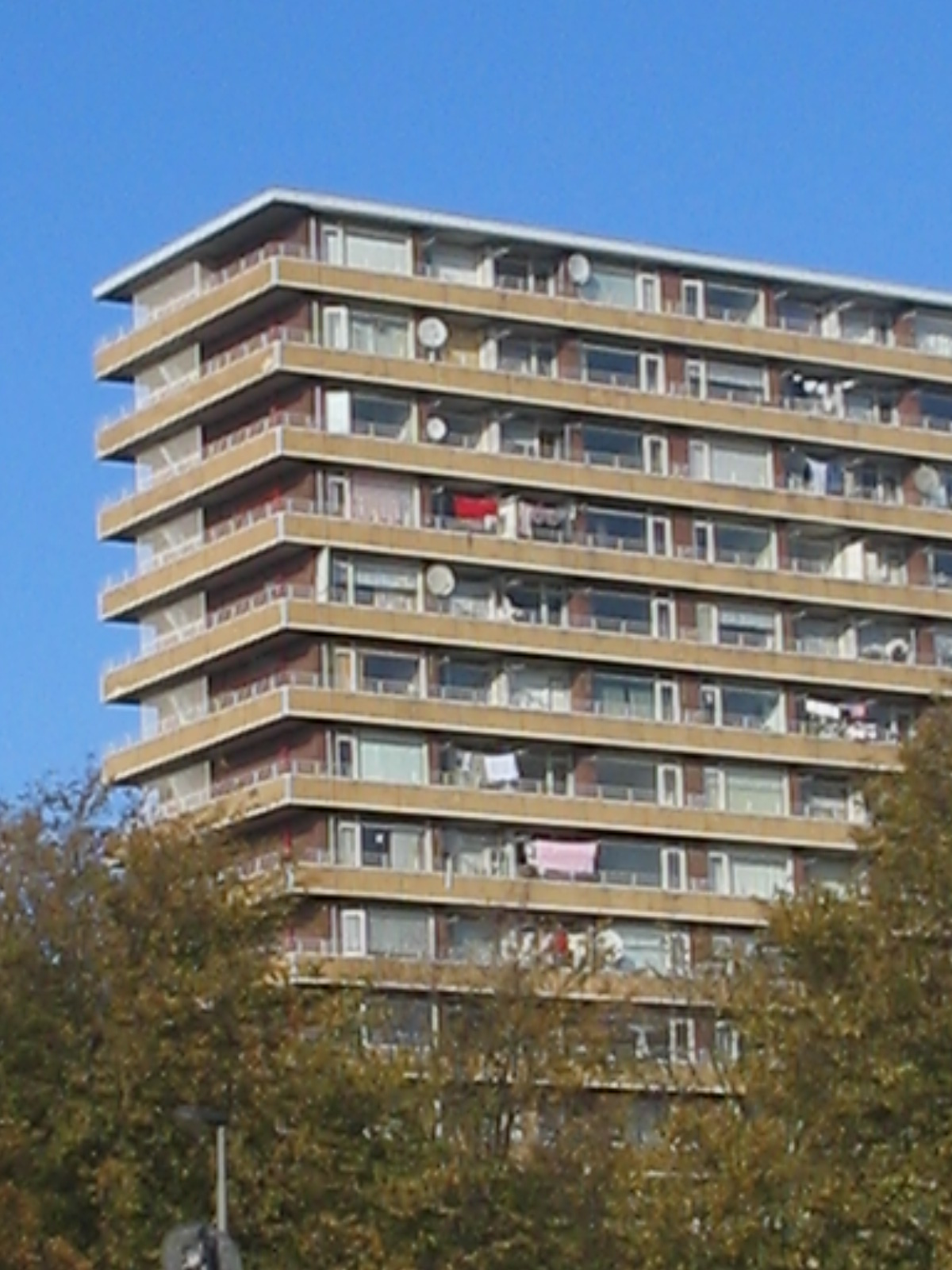
Bij een flat met koopappartementen wordt de opstalverzekering afgesloten door de vereniging van eigenaars.

Het kan voorkomen dat de huurder zelf verbeteringen heeft aangebracht, zoals het plaatsen van een nieuwe keuken. Bij bedrijfsgebouwen is het vrij normaal dat de huurder zelf verbouwt. In dergelijke gevallen kan de huurder een huurdersbelangverzekering (ook wel verbouwingskostenverzekering genoemd) afsluiten. Dit is een opstalverzekering die de door de huurder toegevoegde aanpassingen verzekert.
In sommige gevallen wordt bepaald dat de huurder voor een glasverzekering moet zorgen. Particuliere huurders kunnen dit meeverzekeren op de inboedelverzekering. Bedrijfsmatige huurders kunnen een glasverzekering afsluiten (deze mogelijkheid bestaat soms ook voor particulieren).

## Vereniging van eigenaars
Bij een vereniging van eigenaars is het gebruikelijk dat de vereniging het hele gebouw verzekert. Het verzekeren van het appartement zelf door de eigenaar is daardoor niet nodig. Het kan voorkomen dat de vereniging van eigenaars niet actief is (dit wordt een slapende vereniging van eigenaars genoemd). Vooral bij kleinschalige oudere complexen komt dit voor. Vaak is er dan geen opstalverzekering afgesloten, waardoor de eigenaar zelf voor een verzekering zorg moet dragen.